# Llenguatge de programació probabilística
Un llenguatge de programació probabilística (amb acrònim anglès PPL) és un llenguatge de programació dissenyat per a descriure models probabilístics i aleshores poder realitzar prediccions basades en aquests models. Aquests llenguatges estan relacionals amb els models gràfics estadístics i les xarxes bayesianes. PPL és una tecnologia molt emprada dins l'àmbit del'aprenentatge profund i automàtic.

## Implementacions
Llistat de llenguatges de programació probabilística més comuns :
| Nom                 | Basat en       | Interfície                  |
| ------------------- | -------------- | --------------------------- |
| Analytica           |                | C++                         |
| bayesloop           | Python         | Python                      |
| Venture             | Scheme         | C++                         |
| Probabilistic-C     | C              | C                           |
| Anglican            | Clojure        | Clojure                     |
| IBAL                | OCaml          |                             |
| PRISM               | B-Prolog       |                             |
| Infer.NET           | .NET Framework | .NET Framework              |
| dimple              | MATLAB, Java   |                             |
| chimple             | MATLAB, Java   |                             |
| BLOG                | Java           |                             |
| PSQL                | SQL            |                             |
| BUGS                |                |                             |
| FACTORIE            | Scala          |                             |
| PMTK                | MATLAB         | MATLAB                      |
| Alchemy             | C++            |                             |
| Dyna                | Prolog         |                             |
| Figaro              | Scala          |                             |
| Church              | Scheme         | Various: JavaScript, Scheme |
| ProbLog             | Prolog         | Python, Jython              |
| ProBT               | C++, Python    |                             |
| Stan                |                | C++                         |
| Hakaru              | Haskell        | Haskell                     |
| BAli-Phy (software) | Haskell        | C++                         |
| ProbCog             |                | Java, Python                |
| Gamble              |                | Racket                      |
| PWhile              | While          | Python                      |
| Tuffy               |                | Java                        |
| PyMC                | Python         | Python                      |
| Lea                 | Python         | Python                      |
| WebPPL              | JavaScript     | JavaScript                  |
| Picture             | Julia          | Julia                       |
| Turing.jl           | Julia          | Julia                       |
| Troll               |                | Moscow ML                   |
| Edward              | Tensorflow     | Python                      |
| Pyro                | PyTorch        | Python                      |
| Saul                | Scala          | Scala                       |
| RankPL              |                | Java                        |
| Birch               |                | C++                         |